# 1233
Évszázadok: 12. század – 13. század – 14. század
Évtizedek: 1180-as évek – 1190-es évek – 1200-as évek – 1210-es évek – 1220-as évek – 1230-as évek – 1240-es évek – 1250-es évek – 1260-as évek – 1270-es évek – 1280-as évek
Évek: 1228 – 1229 – 1230 – 1231 –  1232 – 1233 – 1234 – 1235 – 1236 – 1237 – 1238

## Események
- január. – IV. Amadeus savoyai gróf (I. Tamás fia) trónra lépése (1253-ig uralkodik).
- augusztus 20. – II. András király és  Pecorari Jakab, a pápa követe megkötik a beregi egyezményt, melyben a király fontos gazdasági előjogokat biztosít az egyháznak.[1]
- II. Frigyes osztrák herceg betör Magyarországra, mire a Béla herceg vezette magyar sereg Stájerországot és Ausztriát dúlja fel.
- Megindul a nagy általános hadjárat Poroszország leigázására. (tart 1283-ig)

## Halálozások
- január – I. Tamás savoyai gróf (* 1177 / 1178).
- június - Courtenay Jolán magyar királyné, II. András felesége, Jolán aragóniai királyné anyja (* 1197)